# Сирис
Сѝрис (на италиански и на сардински: Siris) е село и община в Южна Италия, провинция Ористано, автономен регион и остров Сардиния. Разположено е на 161 m надморска височина. Населението на общината е 231 души (към 2010 г.).